# Torneo de Seúl
El Torneo de Seúl (oficialmente llamado Hana Bank Korea Open) es un torneo de tenis de la WTA que se realiza en Seúl, Corea del Sur. Llevado a cabo desde el año 2004, este evento pertenece a la categoría WTA 250 y se juega sobre pista dura al aire libre. En el año 2022 formó parte del ATP World Tour debido a la cancelación de varios torneos durante la temporada, por la pandemia de COVID-19.

## Campeones

### Individual masculino
| Año  | Campeona           | Finalista        | Resultado   |
| ---- | ------------------ | ---------------- | ----------- |
| 2022 | Yoshihito Nishioka | Denis Shapovalov | 6-4, 7-6(5) |

### Dobles masculino
| Año  | Campeonas                       | Finalistas                                   | Resultado |
| ---- | ------------------------------- | -------------------------------------------- | --------- |
| 2022 | Raven Klaasen Nathaniel Lammons | Nicolás Barrientos Miguel Ángel Reyes Varela | 6-1, 7-5  |

### Individual femenino
| Año              | Campeona                                       | Finalista                                      | Resultado                                      |
| ---------------- | ---------------------------------------------- | ---------------------------------------------- | ---------------------------------------------- |
| 2004             | María Sharápova                                | Marta Domachowska                              | 6-1, 6-1                                       |
| 2005             | Nicole Vaidišová                               | Jelena Janković                                | 7-5, 6-3                                       |
| 2006             | Eleni Daniilidou                               | Ai Sugiyama                                    | 6-3, 2-6, 7-6(3)                               |
| 2007             | Venus Williams                                 | María Kirilenko                                | 6-3, 1-6, 6-4                                  |
| 2008             | María Kirilenko                                | Samantha Stosur                                | 2-6, 6-1, 6-4                                  |
| 2009             | Kimiko Date-Krumm                              | Anabel Medina                                  | 6-3, 6-3                                       |
| 2010             | Alisa Kleybanova                               | Klára Zakopalová                               | 6-1, 6-3                                       |
| 2011             | María José Martínez                            | Galina Voskoboeva                              | 7-6(0), 7-6(2)                                 |
| 2012             | Caroline Wozniacki                             | Kaia Kanepi                                    | 6-1, 6-0                                       |
| 2013             | Agnieszka Radwanska                            | Anastasiya Pavliuchenkova                      | 6-7(6), 6-3, 6-4                               |
| 2014             | Karolína Plíšková                              | Varvara Lepchenko                              | 6-3, 6-7(5), 6-2                               |
| 2015             | Irina-Camelia Begu                             | Aliaksandra Sasnovich                          | 6-3, 6-1                                       |
| 2016             | Lara Arruabarrena                              | Monica Niculescu                               | 6-0, 2-6, 6-0                                  |
| 2017             | Jeļena Ostapenko                               | Beatriz Haddad Maia                            | 6-7(5), 6-1, 6-4                               |
| 2018             | Kiki Bertens                                   | Ajla Tomljanović                               | 7-6(2), 4-6, 6-2                               |
| 2019             | Karolína Muchová                               | Magda Linette                                  | 6-1, 6-1                                       |
| 2020             | Torneo cancelado debido a la pandemia COVID-19 | Torneo cancelado debido a la pandemia COVID-19 | Torneo cancelado debido a la pandemia COVID-19 |
| ↓ WTA $125,000 ↓ |                                                |                                                |                                                |
| 2021             | Lin Zhu                                        | Kristina Mladenovic                            | 6-0, 6-4                                       |
| ↓ WTA 250 ↓      |                                                |                                                |                                                |
| 2022             | Ekaterina Alexandrova                          | Jeļena Ostapenko                               | 7-6(4), 6-0                                    |
| 2023             | Jessica Pegula                                 | Yuan Yue                                       | 6-2, 6-3                                       |
| ↓ WTA 500 ↓      |                                                |                                                |                                                |
| 2024             | Beatriz Haddad Maia                            | Daria Kasatkina                                | 1-6, 6-4, 6-1                                  |

### Dobles femenino
| Año              | Campeonas                                      | Finalistas                                     | Resultado                                      |
| ---------------- | ---------------------------------------------- | ---------------------------------------------- | ---------------------------------------------- |
| 2004             | Jeon Mi-ra Cho Yoon-jeong                      | Chia-Jung Chuang Su-Wei Hsieh                  | 6-3, 1-6, 7-5                                  |
| 2005             | Yung-Jan Chan Chia-Jung Chuang                 | Jill Craybas Natalie Grandin                   | 6-2, 6-4                                       |
| 2006             | Virginia Ruano Paola Suárez                    | Chia-Jung Chuang Mariana Díaz Oliva            | 6-2, 6-3                                       |
| 2007             | Chia-Jung Chuang Su-Wei Hsieh                  | Eleni Daniilidou Jasmin Wöhr                   | 6-2, 6-2                                       |
| 2008             | Chia-Jung Chuang Su-Wei Hsieh                  | María Kirilenko Vera Dushevina                 | 6-3, 6-0                                       |
| 2009             | Yung-Jan Chan Abigail Spears                   | Carly Gullickson Nicole Kriz                   | 6-3, 6-4                                       |
| 2010             | Julia Görges Polona Hercog                     | Natalie Grandin Vladimíra Uhlířová             | 6-3, 6-4                                       |
| 2011             | Natalie Grandin Vladimíra Uhlířová             | Vera Dushevina Galina Voskoboeva               | 7-6(5), 6-4                                    |
| 2012             | Raquel Kops-Jones Abigail Spears               | Akgul Amanmuradova Vania King                  | 2-6, 6-2, [10-8]                               |
| 2013             | Chan Chin-wei Xu Yifan                         | Raquel Kops-Jones Abigail Spears               | 7-5, 6-3                                       |
| 2014             | Lara Arruabarrena Irina-Camelia Begu           | Mona Barthel Mandy Minella                     | 6-3, 6-3                                       |
| 2015             | Lara Arruabarrena Andreja Klepač               | Kiki Bertens Johanna Larsson                   | 2-6, 6-3, [10-6]                               |
| 2016             | Kirsten Flipkens Johanna Larsson               | Akiko Omae Peangtarn Plipuech                  | 6-2, 6-3                                       |
| 2017             | Kiki Bertens Johanna Larsson                   | Luksika Kumkhum Peangtarn Plipuech             | 6-4, 6-1                                       |
| 2018             | Choi Ji-hee Han Na-lae                         | Hsieh Shu-ying Su-Wei Hsieh                    | 6-3, 6-2                                       |
| 2019             | Lara Arruabarrena Tatjana Maria                | Hayley Carter Luisa Stefani                    | 7-6(7), 3-6, [10-7]                            |
| 2020             | Torneo cancelado debido a la pandemia COVID-19 | Torneo cancelado debido a la pandemia COVID-19 | Torneo cancelado debido a la pandemia COVID-19 |
| ↓ WTA $125,000 ↓ |                                                |                                                |                                                |
| 2021             | Ji-hee Choi Na-lae Han                         | Valentini Grammatikopoulou Réka Luca Jani      | 6-4, 6-4                                       |
| ↓ WTA 250 ↓      |                                                |                                                |                                                |
| 2022             | Kristina Mladenovic Yanina Wickmayer           | Asia Muhammad Sabrina Santamaria               | 6-3, 6-2                                       |
| 2023             | Marie Bouzková Bethanie Mattek-Sands           | Luksika Kumkhum Peangtarn Plipuech             | 6-2, 6-1                                       |
| ↓ WTA 500 ↓      |                                                |                                                |                                                |
| 2024             | Nicole Melichar Liudmila Samsonova             | Miyu Kato Zhang Shuai                          | 6-1, 6-0                                       |